# Giuditta e la sua ancella con la testa di Oloferne
Giuditta e la sua ancella con la testa di Oloferne è un dipinto a olio su tavola (27x20 cm) di Correggio, databile al 1510 circa e conservato nel Musée des Beaux-Arts di Strasburgo.

## Storia
Le prime notizie certe sull'opera risalgono appena al 1892, quando Henry Bode la acquistò a Londra per il museo di Strasburgo, catalogandola subito come lavoro del Correggio. Possibile, ma non verificabile con esattezza, è che si tratti della Giuditta “mezza figura, finta di notte” in un inventario Gonzaga del 1627 e analogamente esistono alcune menzioni nel Settecento di un'Erodiade di Correggio scambiata probabilmente col soggetto di questa tavoletta.
La datazione alla prima attività del pittore si basa su alcuni dettagli, come l'acconciatura della protagonista.

## Descrizione e stile
L'opera, nata probabilmente come esercizio privato del giovane pittore, descrive un tema spesso rappresentato da Andrea Mantegna, il pittore che, negli ultimi anni di vita, fu importante maestro di Correggio. A differenza delle numerose redazioni del tema di Mantegna però, Correggio strinse il campo attorno alle due figure principali, Giuditta, l'eroina biblica che mette senza esitazioni la testa del decapitato tiranno Oloferne in un sacco, e l'ancella di colore che tiene il sacco e la fiaccola. Inedita è inoltre l'ambientazione, un notturno con fonte di luce interna, uno dei primi pienamente convincenti dell'arte italiana, se non il primo in assoluto. Esperimenti del genere furono alla base della produzione dei celebri "notturni" di Caravaggio.
L'interesse per il buio e per le figure che vi emergono dolcemente dovette essere ispirato dalle opere di Leonardo da Vinci e dal suo gentile sfumato, che Correggio arricchì però di colori più corposi, alla veneziana. Giuditta ha un profilo di bellezza ideale, che si ritroverà in altre opere dell'artista (come la Madonna nell'Adorazione dei Magi di Brera): è rappresentata come una dama con una fine acconciatura, coi capelli annodati dietro la nuca e alcune ciocche ricciolute che ricadono sulle spalle; la bocca dischiusa, come se stesse impartendo istruzioni alla serva. La veste è di un giallo chiaro, sopra la camicia bianca scollata, e con un mantello verde scuro che pende dalla spalla sinistra. Particolare accento è posto nella sua mano che tiene per i capelli, e con decisione priva di qualsiasi esitazione, la testa mozzata del tiranno, dipinta in penombra e di un colorito mortale. Il volto dell'ancella, così espressivo, segna un marcato contrasto tra la bellezza di Giuditta e la caricata negritudine delle sue fattezze, con il naso dilatato oltre misura e gli occhi esotici: si tratta sicuramente di un brano studiato dal vero e poi reinterpretato in maniera ai limiti del caricaturale.